# ワインド・アップ
株式会社ワインド・アップは、テレビ番組（バラエティ・テレビドラマなど）や映画を制作に基づいて編集（オフライン編集・ノンリニア編集）の業務を行うポストプロダクションである。

## 所属スタッフ

### 深沢佳文

#### 主な担当作品
連続ドラマ
- あなたが欲しい -I WANT YOU-（1988年4月期木曜22時 フジテレビ、共同テレビ、東映）
- 奇妙な出来事（1989年10月期/1990年1月期月曜深夜 フジテレビ、共同テレビ）
- いつも誰かに恋してるッ（1990年1月期木曜20時 フジテレビ、共同テレビ）
- パパ!かっこつかないゼ（1990年7月期木曜22時 フジテレビ、共同テレビ）
- いつか誰かと朝帰りッ（1990年10月期木曜20時 フジテレビ、共同テレビ）
- 101回目のプロポーズ（1991年7月期月曜21時 フジテレビ）
- ヴァンサンカン・結婚（1991年7月期木曜22時 フジテレビ、共同テレビ）
- しゃぼん玉（1991年10月期木曜22時 フジテレビ、東映）
- ジュニア・愛の関係（1992年4月期木曜22時 フジテレビ、共同テレビ）
- 君のためにできること（1992年7月期月曜21時 フジテレビ、共同テレビ）
- ニュースなあいつ（1992年7月期土曜22時 読売テレビ、ホリプロ）
- ボクたちのドラマシリーズ 放課後（1992年10月〜11月木曜20時 フジテレビ、共同テレビ）
- NIGHT HEAD（1992年10月〜1993年1月木曜深夜 フジテレビ・共同テレビ）
- 振り返れば奴がいる（1993年1月期水曜21時 フジテレビ、共同テレビ）
- いつか好きだと言って（1993年1月期火曜21時 TBS、ホリプロ）
- ボクたちのドラマシリーズ お願いダーリン!（1993年2〜3月木曜20時 フジテレビ、共同テレビ）
- 結婚・私が好きですか（1993年4〜9月火曜20時 ABC朝日放送、共同テレビ）
- あすなろ白書（1993年10月期月曜21時 フジテレビ）
- MAESTRO（1993年10月～1994年3月 フジテレビ、共同テレビ）
- 真夜中を駆けぬける（1993年11〜12月火曜20時 ABC朝日放送、共同テレビ）
- 古畑任三郎〈シーズン1〉（1994年4月期 フジテレビ、共同テレビ）
- お金がない!（1994年7月期水曜21時 フジテレビ、共同テレビ）
- 若者のすべて（1994年10月期水曜21時 フジテレビ）
- 白線流し（1996年1月期木曜22時 フジテレビ）
- ロングバケーション〜Long Vacation〜（1996年4月期月曜21時 フジテレビ）
- 将太の寿司（1996年4〜9月金曜20時 フジテレビ、共同テレビ）
- ナースのお仕事（1996年7月期火曜22時 フジテレビ）
- 彼女たちの結婚（1997年1月期木曜22時 フジテレビ、共同テレビ）
- ミセスシンデレラ（1997年4月期木曜22時 フジテレビ）
- 木曜の怪談'97 悪霊学園（1997年5月木曜20時 フジテレビ、共同テレビ）
- 木曜の怪談'97 妖怪新聞（1997年5〜6月木曜20時 フジテレビ、共同テレビ）
- それが答えだ!（1997年7月期水曜21時 フジテレビ、共同テレビ）
- 木曜の怪談'97 魔法じかけのフウ（1997年7〜8月木曜20時 フジテレビ、共同テレビ）
- 木曜の怪談'97 爆裂!分身娘（1997年9月木曜20時 フジテレビ、共同テレビ）
- 甘い結婚（1998年1月期木曜22時 フジテレビ、共同テレビ）
- WITH LOVE（1998年4月期火曜21時 フジテレビ）
- 恋はあせらず（1998年4月期水曜21時 フジテレビ、共同テレビ）
- ボーイハント（1998年7月期月曜21時 フジテレビ）
- 神様、もう少しだけ（1998年7月期火曜21時 フジテレビ）
- チェンジ!（1998年10月期月曜20時 テレビ朝日、共同テレビ）
- じんべえ（1998年10月期月曜21時 フジテレビ）
- 食卓から愛をこめて（1998年10月期水曜20時 テレビ東京、共同テレビ）
- リング〜最終章〜（1999年1月期木曜22時 フジテレビ、共同テレビ）
- あぶない放課後（1999年4月期月曜20時 テレビ朝日、THE WORKS）
- パーフェクトラブ!（1999年7月期月曜21時 フジテレビ）
- 恋愛結婚の法則（1999年7月期水曜21時 フジテレビ）
- OUT〜妻たちの犯罪〜（1999年10月期火曜21時 フジテレビ、共同テレビ）
- 貯まる女（2000年1月期水曜20時 テレビ東京・共同テレビ）
- 天気予報の恋人（2000年4月期月曜21時 フジテレビ・共同テレビ）
- 催眠（2000年7月期日曜21時 TBS、共同テレビ）
- 愛の劇場 永遠の1/2（2000年8〜11月平日昼13時 TBS、共同テレビ）
- やまとなでしこ（2000年10月期月曜21時 フジテレビ、共同テレビ）
- 編集王（2000年10月期火曜21時 フジテレビ、共同テレビ）
- ラブ・レボリューション（2001年4月期月曜21時 フジテレビ）
- マリア（2001年7月期水曜22時 TBS、共同テレビ）
- ルージュ（2001年8月 NHK総合、NHKエンタープライズ、角川映画）
- 愛の劇場 ラブ&ファイト（2001年9〜11月平日昼13時 TBS、共同テレビ）
- 水曜ドラマ レッツ・ゴー!永田町（2001年10月期水曜22時 日本テレビ、泉放送制作）
- 恋ノチカラ（2002年1月期木曜22時 フジテレビ、共同テレビ）
- ビッグマネー!〜浮世の沙汰は株しだい〜（2002年4月期木曜22時 フジテレビ）
- 恋愛偏差値（2002年7月期木曜22時 フジテレビ、共同テレビ）
- ツーハンマン（2002年7月期金曜23時 テレビ朝日、共同テレビ）
- 愛の劇場 太陽と雪のかけら（2002年9〜11月平日昼 TBS、共同テレビ）
- アルジャーノンに花束を（2002年10月期火曜22時 関西テレビ、MMJ）
- やんパパ（2002年10月期水曜22時 TBS、共同テレビ）
- 顔（2003年4月期火曜21時 フジテレビ、共同テレビ）
- WATER BOYS（2003年7月期火曜21時 フジテレビ、共同テレビ）
- 恋文 〜私たちが愛した男〜（2003年10月期水曜22時 TBS、ドリマックス・テレビジョン）
- 独身3!!（2003年10月期金曜23時 テレビ朝日、共同テレビ）
- FIRE BOYS 〜め組の大吾〜（2004年1月期火曜21時 フジテレビ）
- 乱歩R（2004年1月期月曜22時 読売テレビ、アットムービー）
- ディビジョン1 勝負下着♥（2004年4〜5月月曜深夜 フジテレビ）
- WATER BOYS2（2004年7月期火曜21時 フジテレビ、共同テレビ）
- ディビジョン1 2H -TWO HOURS-（2004年8月月曜深夜 フジテレビ）
- トキオ 父への伝言（2004年8月〜9月月-木曜23時 NHK総合、NHKエンタープライズ、共同テレビ）
- マザー&ラヴァー（2004年10月期火曜22時 関西テレビ、MMJ）
- 愛の劇場 ママは女医さん（2004年10〜11月平日昼 TBS、ファインエンターテイメント）
- ディビジョン1 放課後。（2004年11月～12月水曜深夜 フジテレビ）
- 富豪刑事（2005年1月期木曜21時 テレビ朝日、東宝）
- ディビジョン1 産隆大學應援團（2005年2〜3月水曜深夜 フジテレビ）
- ディビジョン1 正三角形の定義（2005年4〜5月水曜深夜 フジテレビ）
- スローダンス（2005年7月期月曜21時 フジテレビ）
- がんばっていきまっしょい（2005年7月期火曜22時 関西テレビ）
- 嬢王（2005年10月期金曜深夜 テレビ東京、共同テレビ）
- Ns'あおい（2006年1月期火曜21時 フジテレビ、共同テレビ）
- アテンションプリーズ（2006年4月期火曜21時 フジテレビ、共同テレビ）
- 青春★ENERGY チェケラッチョ!! in TOKYO（2006年4月期水曜深夜 フジテレビ）
- レガッタ〜君といた永遠〜（2006年7月期金曜21時 ABC朝日放送、テレビ朝日、5年D組）
- 僕の歩く道（2006年10月期火曜22時 関西テレビ、共同テレビ）
- のだめカンタービレ（2006年10月期月曜21時 フジテレビ）
- 青春★ENERGY お台場湾岸テレビ（2006年10月期水曜深夜 フジテレビ）
- 花嫁とパパ（2007年4月期火曜21時 フジテレビ、共同テレビ）
- ライフ（2007年7月期土曜23時 フジテレビ）
- スワンの馬鹿! 〜こづかい3万円の恋〜（2007年10月期火曜22時 関西テレビ、共同テレビ）
- ひとがた流し（2007年12月土曜21時 NHK総合、NHKエンタープライズ、東宝）
- ハチミツとクローバー（2008年1月期火曜21時 フジテレビ）
- 4姉妹探偵団（2008年1月期金曜21時 ABC朝日放送、テレビ朝日、5年D組）
- 1分半劇場 御手洗ゼミの理系な日常（2008年5〜12月 TBS）
- 歌のおにいさん（2009年1月期金曜23時 テレビ朝日、泉放送制作）
- オトメン（乙男）（2009年8月～10月土曜23時 フジテレビ）
- マイガール（2009年10月期金曜23時 テレビ朝日、ジェイストーム、東宝）
- 崖っぷちのエリー〜この世でいちばん大事な「カネ」の話〜（2010年7月期金曜21時 ABC朝日放送、テレビ朝日、ホリプロ）
- Dr.伊良部一郎（2011年1月期日曜23時 テレビ朝日、5年D組）

単発・スペシャルドラマ
- お嬢さん、殺人にご用心!（1990年3月 フジテレビ、ホリプロ）
- 世にも奇妙な物語〈第1期〉（1990年4〜9月木曜20時 フジテレビ、共同テレビ）
- 世にも奇妙な物語 '90秋の特別編（1990年10月 フジテレビ、共同テレビ）
- お嬢さん、朝食をご一緒に!（1990年10月 フジテレビ、ホリプロ）
- 世にも奇妙な物語 '91冬の特別編（1991年1月 フジテレビ、共同テレビ）
- 世にも奇妙な物語〈第2期〉（1991年1〜12月木曜20時 フジテレビ、共同テレビ）
- 世にも奇妙な物語 '91春の特別編（1991年4月 フジテレビ、共同テレビ）
- ルージュの伝言（1991年47月水曜深夜 TBS・テレパック）
- 金曜ドラマシアター 悪女A.B「天使の瞳と悪魔の唇」（1991年8月 フジテレビ、共同テレビ）
- 世にも奇妙な物語 '91秋の特別編（1991年10月 フジテレビ、共同テレビ）
- 世にも奇妙な物語 冬の特別編（1991年12月 フジテレビ、共同テレビ）
- クリスマススペシャル 10年目のクリスマス・イブ（1991年12月 テレビ朝日、東映）
- 大人は判ってくれない（1992年1月期木曜20時 フジテレビ・共同テレビ）
- 世にも奇妙な物語 '92春の特別編（1992年4月 フジテレビ、共同テレビ）
- 世にも奇妙な物語〈第3期〉（1992年4〜9月木曜20時 フジテレビ、共同テレビ）
- 悪いこと（1992年4〜月木曜深夜 フジテレビ、共同テレビ）
- 悪女2 サンテミリオン殺人事件（1993年1月 フジテレビ、共同テレビ）
- 世にも奇妙な物語 ′94春の特別編「転校生」「時間よ戻れ!」（1994年3月 フジテレビ、共同テレビ）
- 世にも奇妙な物語 ′94七夕の特別編（1994年7月 フジテレビ、共同テレビ）
- 土曜ワイド劇場 時よとまれ（1995年8月 テレビ朝日、共同テレビ）
- 金曜エンタテイメント 音の犯罪捜査官・響奈津子(1)「いたずら電話殺人事件」（1996年3月 フジテレビ、共同テレビ）
- 世にも奇妙な物語 ′96聖夜の特別編（1996年12月 フジテレビ、共同テレビ）
- 僕が僕であるために（1997年1月 フジテレビ）
- 金曜エンタテイメント スチュワーデス刑事(1)「フランス〜東京〜九州2万キロ・世にもオシャレな殺人紀行」（1997年1月 フジテレビ）
- 金曜エンタテイメント 音の犯罪捜査官・響奈津子(2)「盗聴殺人事件」（1997年3月 フジテレビ、共同テレビ）
- 世にも奇妙な物語 ′97春の特別編（1997年3月 フジテレビ、共同テレビ）
- 世にも奇妙な物語 ′97秋の特別編（1997年9月 フジテレビ、共同テレビ）
- 金曜エンタテイメント ナースな探偵（1997年10月 フジテレビ、ホリプロ）
- 金曜エンタテイメント特別企画 第42回江戸川乱歩賞受賞作品「左手に告げるなかれ」（1997年12月 フジテレビ、共同テレビ）
- 金曜エンタテイメント スチュワーデス刑事(2)「イタリア〜高知1万キロ・華麗なるファッション界の殺人トリック」（1998年1月 フジテレビ）
- 金曜エンタテイメント お気らく主婦の豪華エステリゾート殺人事件（1998年1月 フジテレビ、共同テレビ）
- 金曜エンタテイメント 女浮気調査員・暮林陽子（1998年2月 フジテレビ、共同テレビ）
- 世にも奇妙な物語 ′98秋の特別編（1998年4月 フジテレビ、共同テレビ）
- 金曜エンタテイメント チャイドルママの事件簿（1998年5月 フジテレビ、共同テレビ）
- 金曜エンタテイメント 悪いこと（1998年8月 フジテレビ、共同テレビ）
- 金曜エンタテイメント 世にも奇妙な物語 ′98秋の特別編（1998年9月 フジテレビ、共同テレビ）
- 金曜エンタテイメント 年の差カップル刑事(1)「お父さんは、許しません」（1998年10月 フジテレビ、アズバーズ）
- 土曜ワイド劇場 名探偵 由利麟太郎「蝶々殺人事件」（1998年12月 テレビ朝日、共同テレビ）
- 金曜エンタテイメント 名探偵・明智小五郎4「吸血鬼」（1999年2月 フジテレビ、共同テレビ）
- 月曜ドラマスペシャル 真夏の恐怖劇場(1)「フェチシズム」（1999年7月 TBS、大映テレビ）
- 意地悪ばあさんリターンズ（1999年10月 フジテレビ、共同テレビ）
- 金曜エンタテイメント 果つる底なき（2000年2月 フジテレビ、共同テレビ）
- 金曜エンタテイメント お気らく主婦の大冒険(3)「豪華スキー湯けむりツアー殺人事件」（2000年3月 フジテレビ、共同テレビ）
- 金曜エンタテイメント 盗撮・覗かれた主婦（2000年3月 フジテレビ、共同テレビ）
- 奇跡の大逆転!「罪は罪を呼ぶ」（2000年4月 TBS、ネクスト・プロデュース）
- 金曜エンタテイメント デパートガール探偵 （2000年5月 フジテレビ、ファインエンターテイメント）
- 金曜エンタテイメント ツインズな探偵2（2000年7月 フジテレビ、ファインエンターテイメント）
- FNS27時間テレビSPドラマ 父さん（2000年7月 フジテレビ、共同テレビ）
- 金曜エンタテイメント 女検死官（2000年8月 フジテレビ、共同テレビ）
- 世にも奇妙な物語 ′00秋の特別編（2000年10月 フジテレビ、共同テレビ）
- 土曜ワイド劇場 殺意の涯て -広域指定188号の女（2000年12月 テレビ朝日、共同テレビ）
- はみだし刑事情熱系・2000年末スペシャル（2000年12月 テレビ朝日、東映）
- 世にも奇妙な物語 SMAPの特別編（2001年1月 フジテレビ、共同テレビ）
- 女と愛とミステリー アガサ・クリスティーの招かれざる客・富士山麓連続殺人事件（2001年2月 テレビ東京、BSジャパン、ファインエンターテイメント）
- 世にも奇妙な物語 ′01春の特別編（2001年4月 フジテレビ、共同テレビ）
- 金曜エンタテイメント 年の差カップル刑事(2)「お嬢さんを私に下さい」（2001年9月 フジテレビ、アズバーズ）
- 女と愛とミステリー 事件記者 浦上伸介(1)「みちのく角館殺人事件」（2001年9月 テレビ東京、BSジャパン、ファインエンターテイメント）
- 世にも奇妙な物語 ′01秋の特別編（2001年10月 フジテレビ、共同テレビ）
- 反乱のボヤージュ（2001年10月 テレビ朝日、共同テレビ）
- 金曜エンタテイメント ピッキングトリオの事件簿（2001年11月 フジテレビ、共同テレビ）
- 夫婦漫才（2001年12月 TBS、ホリプロ）
- モーニング娘。新春! LOVEストーリーズ（2002年1月 TBS、共同テレビ）
- 文芸社ドラマスペシャル 神戸発、尾道まで 〜橋に恋した父の新幹線通勤物語〜（2002年1月 テレビ朝日、電通、リスプラン）
- 金曜エンタテイメント スチュワーデス刑事(6)「ウィスラー〜沖縄〜ヴァンクーヴァー・愛と殺意の白い恋人た」（2002年1月 フジテレビ）
- 土曜ワイド劇場 科学捜査研究所・文書鑑定の女(1)「遺書を握った死美人の謎!」（2002年2月 テレビ朝日、共同テレビ）
- 金曜エンタテイメント 16週（2002年3月 フジテレビ、共同テレビ）
- 月曜ミステリー劇場 弁護士迫まり子の遺言作成ファイル(4)「再会」（2002年3月 TBS、PDS）
- 金曜エンタテイメント お気らく主婦の大冒険(4)「豪華ホテル&グルメ殺人事件」（2002年3月 フジテレビ、共同テレビ）
- 金曜エンタテイメント えなりかずきの少年探偵 事件でござる!(1)（2002年5月 フジテレビ、共同テレビ）
- 月曜ミステリー劇場 弁護士 朝吹里矢子(2)「衝動殺人の謎」（2002年5月 TBS、TSP）
- ハイビジョンサスペンス 海猿（2002年7月 NHK、NHKエンタープライズ、大映テレビ）
- 金曜エンタテイメント 実録 福田和子（2002年8月 フジテレビ、共同テレビ）
- 第14回フジテレビヤングシナリオ大賞 オカンは宇宙を支配する（2002年10月 フジテレビ）
- 世にも奇妙な物語 ′02秋の特別編「知らなすぎた男」「連載小説」（2002年10月 フジテレビ、共同テレビ）
- 女と愛とミステリー いなか刑事・伊原泰三の退職捜査日誌(3)（2002年12月 テレビ東京、BSジャパン、ファインエンターテイメント）
- モーニング娘。サスペンスドラマスペシャル（2002年12月 TBS、共同テレビ）
- 秋刀魚の味（2003年1月 フジテレビ、共同テレビ、松竹）
- 土曜ワイド劇場25周年記念特別企画 リカ（2003年2月 テレビ朝日、共同テレビ）
- 世にも奇妙な物語 '03春の特別編（2003年4月 フジテレビ、共同テレビ）
- ハイビジョンサスペンス 海猿2（2003年8月 NHK、NHKエンタープライズ、大映テレビ）
- 世にも奇妙な物語 '03秋の特別編（2003年9月 フジテレビ、共同テレビ）
- 金曜エンタテイメント えなりかずきの少年探偵 事件でござる!(3)（2003年10月 フジテレビ、共同テレビ）
- 金曜エンタテイメント 滅びのモノクローム（2004年2月 フジテレビ、共同テレビ）
- スペシャルドラマ テーマソングス（2004年3月 フジテレビ）
- 土曜ワイド劇場 邪光（2004年5月 テレビ朝日、共同テレビ）
- 土曜ワイド劇場 悪魔のような女（2005年5月 テレビ朝日、ケイファクトリー）
- 世にも奇妙な物語 '05春の特別編（2005年4月 フジテレビ、共同テレビ）
- 火曜サスペンス劇場 六月の花嫁シリーズ「四重奏」（2005年6月 日本テレビ、ファインエンターテイメント）
- 土曜ワイド劇場 虚貌 顔のない殺人者（2005年7月 テレビ朝日、東北新社クリエイツ）
- 土曜ワイド劇場 炎の警備隊長・五十嵐杜夫(3)「私の部屋に見知らぬ男の死体が! 秘密を知る女は隊長の恋人!?」（2005年7月 ABC朝日放送、ファインエンターテイメント）
- 金曜エンタテイメント 労働基準監督官 和倉真幸（2005年7月 フジテレビ、アズバーズ）
- 世にも奇妙な物語 '06秋の特別編（2006年10月 フジテレビ、共同テレビ）
- 土曜ワイド劇場 キソウの女(3)「愛と復讐の無差別殺人!ねじれた父娘の絆が悲劇を呼ぶ」（2006年10月 ABC朝日放送、共同テレビ）
- 日曜洋画劇場ドラマスペシャル 天使の梯子（2006年10月 テレビ朝日、MMJ）
- 金曜プレステージ 松本喜三郎一家物語 〜おじいさんの台所〜（2007年5月 フジテレビ、IMAGICA DC21）
- 世にも奇妙な物語 '07秋の特別編（2007年10月 フジテレビ、共同テレビ）
- 土曜ワイド劇場 警視庁電話指導官〜深川真理子の事件簿（2008年6月 テレビ朝日、共同テレビ）
- 金曜プレステージ 事件記者〜警視庁記者クラブ〜（2008年9月 フジテレビ、共同テレビ）
- 世にも奇妙な物語 '08秋の特別編（2008年9月 フジテレビ、共同テレビ）
- 血液型別 オンナが結婚する方法♪（2009年2月 フジテレビ、共同テレビ）
- 世にも奇妙な物語 '09春の特別編（2009年3月 フジテレビ、共同テレビ）
- 都市伝説セピア（2009年7月 WOWOW、東映）
- 世にも奇妙な物語 '09秋の特別編（2009年10月 フジテレビ、共同テレビ）
- 第21回フジテレビヤングシナリオ大賞 輪廻の雨（2010年1月 フジテレビ）
- 4夜連続ドラマ 卒うた「ベストフレンド」「〜道〜」（2010年3月 フジテレビ）
- 世にも奇妙な物語 20周年スペシャル・春 〜人気番組競演編〜（2010年4月 フジテレビ、共同テレビ）
- お母さんの最後の一日（2010年9月 テレビ朝日、東映）
- 金曜プレステージ 十津川刑事の肖像3「危険な判決」（2010年10月 フジテレビ、ファインエンターテイメント）
- 金曜プレステージ 京都・源氏物語殺人絵巻（2010年11月 フジテレビ、ファインエンターテイメント）
- プロポーズ兄弟〜生まれ順別 男が結婚する方法〜（2011年2月 フジテレビ）
- 土曜プレミアム 世にも奇妙な物語 21世紀 21年目の特別編（2011年5月 フジテレビ、共同テレビ）

バラエティ
- 西村雅彦のさよなら20世紀（1998年10月〜1999年3月 フジテレビ、共同テレビ）
- ほんパラ!関口堂書店（2000年4月〜2001年9月 テレビ朝日、共同テレビ、ホームラン製作所）

映画
- 空想科学任侠伝 極道忍者ドス竜（1990年 ダイナミック企画、モビーディック、東北新社）
- パラサイト・イヴ（1997年 フジテレビ、角川書店）
- 催眠（1999年 TBS、東宝）
- ホワイトアウト（2000年 「ホワイトアウト」製作委員会）
- 世にも奇妙な物語 映画の特別編「雪山」「結婚シミュレーター」（2000年 フジテレビ、共同テレビ、東宝）
- ROCKERS（2003年 テレビ朝日、九州朝日放送、ギャガ・コミュニケーションズ）
- 感染（2004年 TBS、オズ）
- 絶対恐怖 Pray プレイ（2005年 アットムービー）
- チェケラッチョ!!（2006年 フジテレビ）
- 東京フレンズ The Movie（2006年 フジテレビ）
- 阿波DANCE（2007年 アットムービー）
- Life 天国で君に逢えたら（2007年 「Life 天国で君に逢えたら」製作委員会）
- 昴 -スバル-（2008年 「昴」製作委員会）
- 呪怨 白い老女（2009年 オズ）
- 呪怨 黒い少女（2009年 オズ）
- ぼくとママの黄色い自転車（2009年）
- 僕の初恋をキミに捧ぐ（2009年）
- 恐怖（2010年）
- さらば愛しの大統領（2010年）
- ゴースト もういちど抱きしめたい（2010年）
- Paradise Kiss（2011年）
- バスジャック(2014年)
- サムライフ（2015年）

### 平川正治

#### 主な担当作品
連続ドラマ
- お見合い放浪記（2002年10〜11月月-木曜23時 NHK、NHKエンタープライズ、PDN）
- ニコニコ日記（2003年8〜10月月-木曜23時 NHK、NHKエンタープライズ）
- ハコイリムスメ!（2003年10月期火曜22時 関西テレビ、共同テレビ）
- エースをねらえ!（2004年1月期木曜21時 テレビ朝日、共同テレビ）
- ディビジョン1 RUNNER'S HIGH（2004年5月水曜深夜 フジテレビ）
- めだか（2004年10月期火曜21時 フジテレビ、共同テレビ）
- ディビジョン1 miracle（2005年1月～2月水曜深夜 フジテレビ）
- ディビジョン1 青空恋星（2005年3月水曜深夜 フジテレビ）
- ディビジョン1 15歳のブルース（2005年5月～6月水曜深夜 フジテレビ）
- ディビジョン1 1242kHz こちらニッポン放送（2005年6〜7月水曜深夜 フジテレビ）
- 海猿 UMIZARU EVOLUTION（2005年7月期火曜21時 フジテレビ、共同テレビ・ROBOT）
- 電車男（2005年7月期木曜22時 フジテレビ）
- 危険なアネキ（2005年10月期月曜21時 フジテレビ）
- アンフェア（2006年1月期火曜22時 関西テレビ）
- 青春★ENERGY もうひとつのシュガー&スパイス（2006年8〜9月水曜深夜 フジテレビ）
- 青春★ENERGY お台場湾岸テレビ（2006年10月期水曜深夜 フジテレビ）
- Good Job〜グッジョブ（2007年3月 NHK、NHKエンタープライズ）
- LIAR GAME〈Season 1〉（2007年4月期土曜23時 フジテレビ）
- 4姉妹探偵団（2008年1月期金曜21時 ABC朝日放送、テレビ朝日、5年D組）
- ジュテーム〜わたしはけもの（2008年4〜5月 BSフジ、共同テレビ）
- 隠蔽指令（2009年10〜11月 WOWOW・ファインエンターテイメント）
- LIAR GAME〈Season 2〉（2009年11月～2010年1月火曜21時 フジテレビ）
- 泣かないと決めた日（2010年1月期火曜21時 フジテレビ、共同テレビ）
- 東京リトル・ラブ（2010年4〜9月 フジテレビ）
- 大切なことはすべて君が教えてくれた（2011年1月期月曜21時 フジテレビ）
- 名前をなくした女神（2011年4月期火曜21時 フジテレビ、FCC）

単発・スペシャルドラマ
- 世にも奇妙な物語 '00春の特別編（2003年4月 フジテレビ、共同テレビ）
- 金曜エンタテイメント 年の差カップル刑事III「とっても永すぎた春」（2004年3月 フジテレビ・アズバーズ）
- 怪奇事件特捜チームS・R・I 嗤う火だるま男（2004年9月 フジテレビ、円谷エンターテインメント）
- 大化改新（2005年1月 NHK大阪）
- 世にも奇妙な物語 '05春の特別編（2005年4月 フジテレビ、共同テレビ）
- THE WAVE!（2005年7月 フジテレビ）
- 女の一代記 瀬戸内寂聴・出家とは生きながら死ぬこと（2005年11月 フジテレビ、ベイシス）
- 金曜エンタテイメント 指先でつむぐ愛（2006年3月 フジテレビ、共同テレビ、TSP）
- ビバ!山田バーバラ（2006年6月 テレビ朝日、共同テレビ）
- 世にも奇妙な物語 '06秋の特別編（2006年10月 フジテレビ、共同テレビ）
- アンフェア the special『コード・ブレーキング〜暗号解読』（2006年10月 関西テレビ、共同テレビ）
- ほんとにあった怖い話 夏の特別編2007（2007年8月 フジテレビ）
- 世にも奇妙な物語 '07秋の特別編（2007年10月 フジテレビ・共同テレビ）
- フライトパニック（2007年10月 フジテレビ）
- 金曜プレステージ 花いくさ 〜京都祇園伝説の芸妓・岩崎峰子〜（2007年11月 フジテレビ、共同テレビ）
- 金曜プレステージ 松本清張スペシャル・殺人行おくのほそ道（2007年12月 フジテレビ）
- 24時間あたためますか?〜疾風怒涛コンビニ伝〜（2008年3月 日本テレビ、吉本興業、ファブコミュニケーションズ）
- テレビ西日本開局50周年特別番組 クッキングパパ（2008年8月 テレビ西日本・共同テレビ）
- さよならロビンソンクルーソー（2010年12月 フジテレビ）

バラエティ
- 芸能人格付けチェック お正月スペシャル

映画
- ぼくたちと駐在さんの700日戦争（2008年 アットムービー）
- 僕らのワンダフルデイズ（2009年）

### 安部華子

#### 主な担当作品
連続ドラマ
- 吉祥天女（2006年4月期土曜深夜 テレビ朝日・国際放映）
- 快感職人（2006年7月期土曜深夜 テレビ朝日・共同テレビ）
- 東京タワー 〜オカンとボクと、時々、オトン〜（2007年1月期月曜21時 フジテレビ）
- Cafe吉祥寺で（2008年10月期平日帯正午 テレビ東京・国際放映）
- 参議院議員候補マミ（2008年11月-12月 TBS・オズ）
- 嬢王 Virgin（2009年10月期金曜深夜 テレビ東京・共同テレビ）

単発・スペシャルドラマ
- 千の風になって ドラマスペシャル 第1弾『家族へのラブレター』（2007年8月 フジテレビ・ファインエンターテイメント）
- メルドラ '08　Mail Drama（2008年3月 中京テレビ・アットムービー）